# Logenhaus der Johannislogen

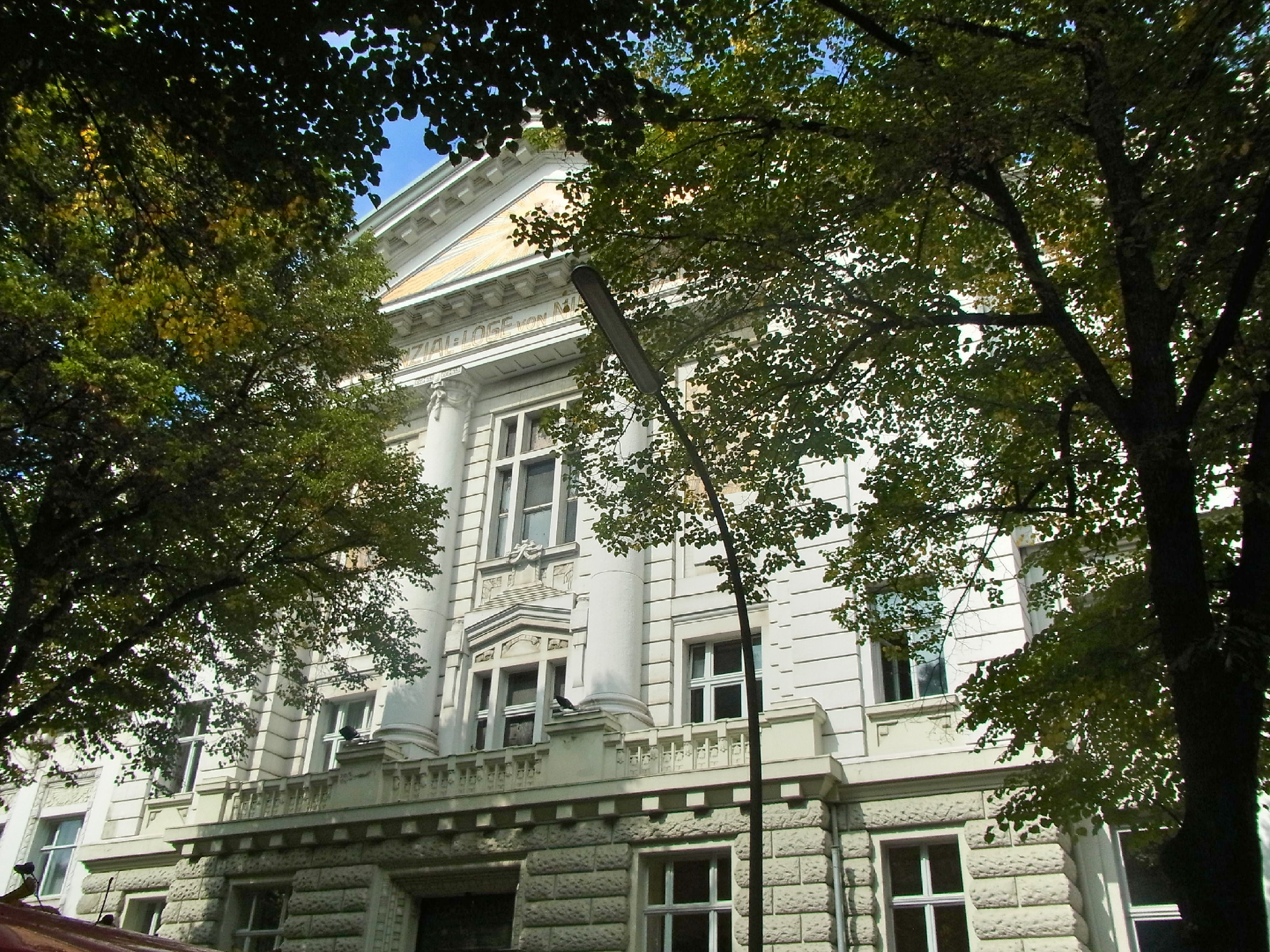
Logenhaus der Johannisloge

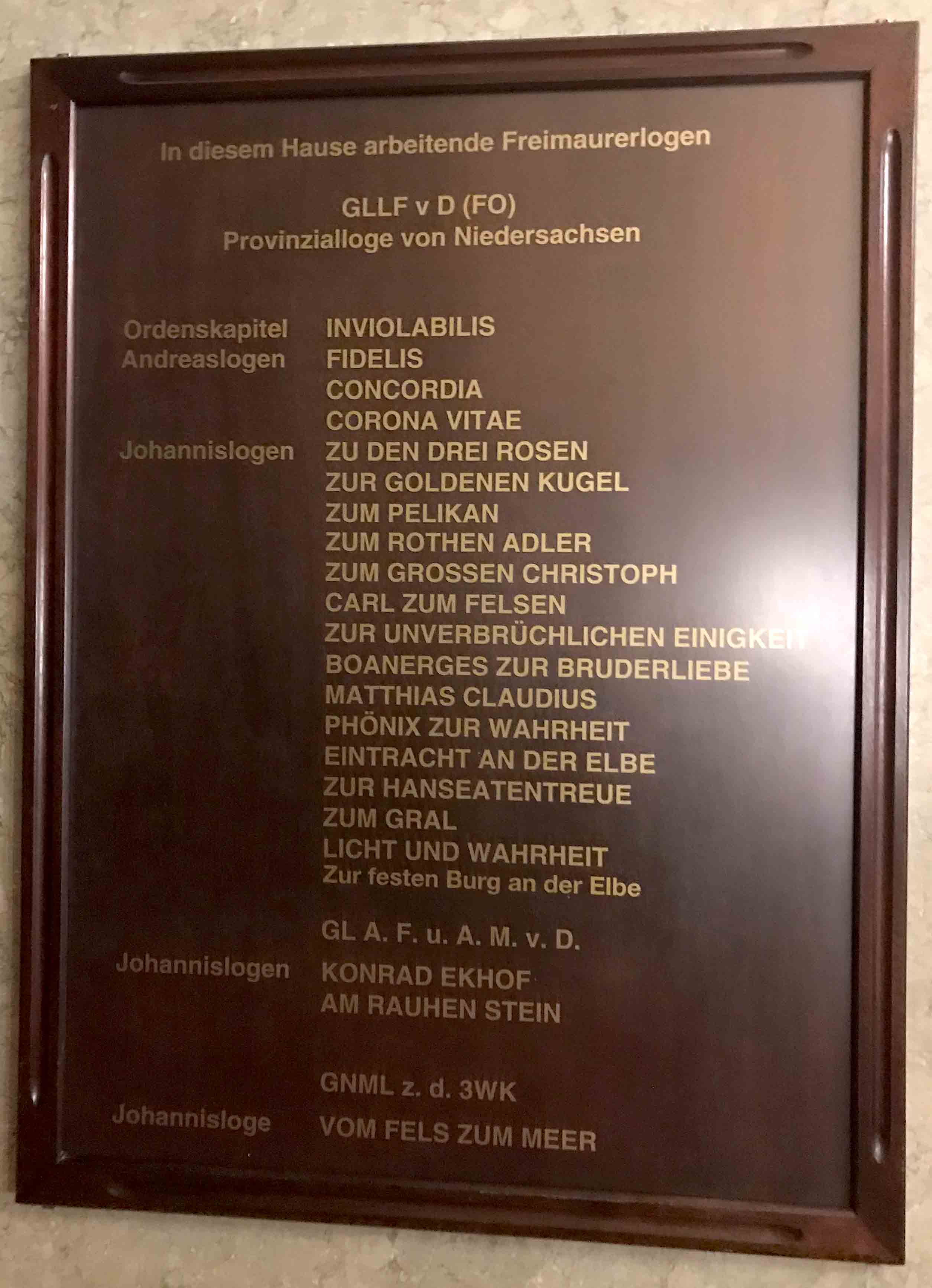
In diesem Haus arbeitende Freimaurerlogen

Das Logenhaus der Johannislogen in Hamburg wurde in den Jahren 1907 bis 1909 gebaut. Es steht in der Moorweidenstraße 36 im Stadtteil Rotherbaum des Bezirks Eimsbüttel.
Die Hamburger Johannislogen gehören zum regionalen Verbund der Provinzialloge von Niedersachsen innerhalb der GLL FvD.
Architekten des Gebäudes in der Moorweidenstraße waren M. Gerhardt, Hermann Eduard Schomburgk und H. Leopold Strelow.
In dem Haus in der Moorweidenstraße haben mehrere Johannislogen, Andreaslogen und das Ordenskapitel „Inviolabilis“ ihren Sitz. Unter anderem haben hier ihren Sitz die Johannislogen „Am rauhen Stein“, „Boanerges zur Bruderliebe“, „Eintracht an der Elbe“, „Konrad Ekhof“, „Licht und Wahrheit“, „Matthias Claudius“, „Vom Fels zum Meer“, „Zu den drei Rosen“, „Zum Gral“, „Zum großen Christoph“, „Zum Pelikan“, „Phönix zur Wahrheit“, „Zum rothen Adler“, „Zur festen Burg an der Elbe“, „Zur Hanseatentreue“, „Zur goldenen Kugel“ und „Zur unverbrüchlichen Einigkeit“ und die Andreaslogen „Concordia“, „Corona Vitae“ und „Fidelis“.
In dem Gebäude befinden sich auch die Mozart-Säle, die für Veranstaltungen wie Konzerte, Theatervorstellungen oder Hochzeiten genutzt werden können.